# Gaston Alexandre Auguste, Marquis de Galliffet
Gaston Alexandre Auguste, Marquis de Galliffet, francoski general, * 1830, † 1909.
1. ↑  data.bnf.fr: platforma za odprte podatke — 2011.
2. ↑  Archives de Paris — str. 29.